# Geneticky modifikovaný brambor

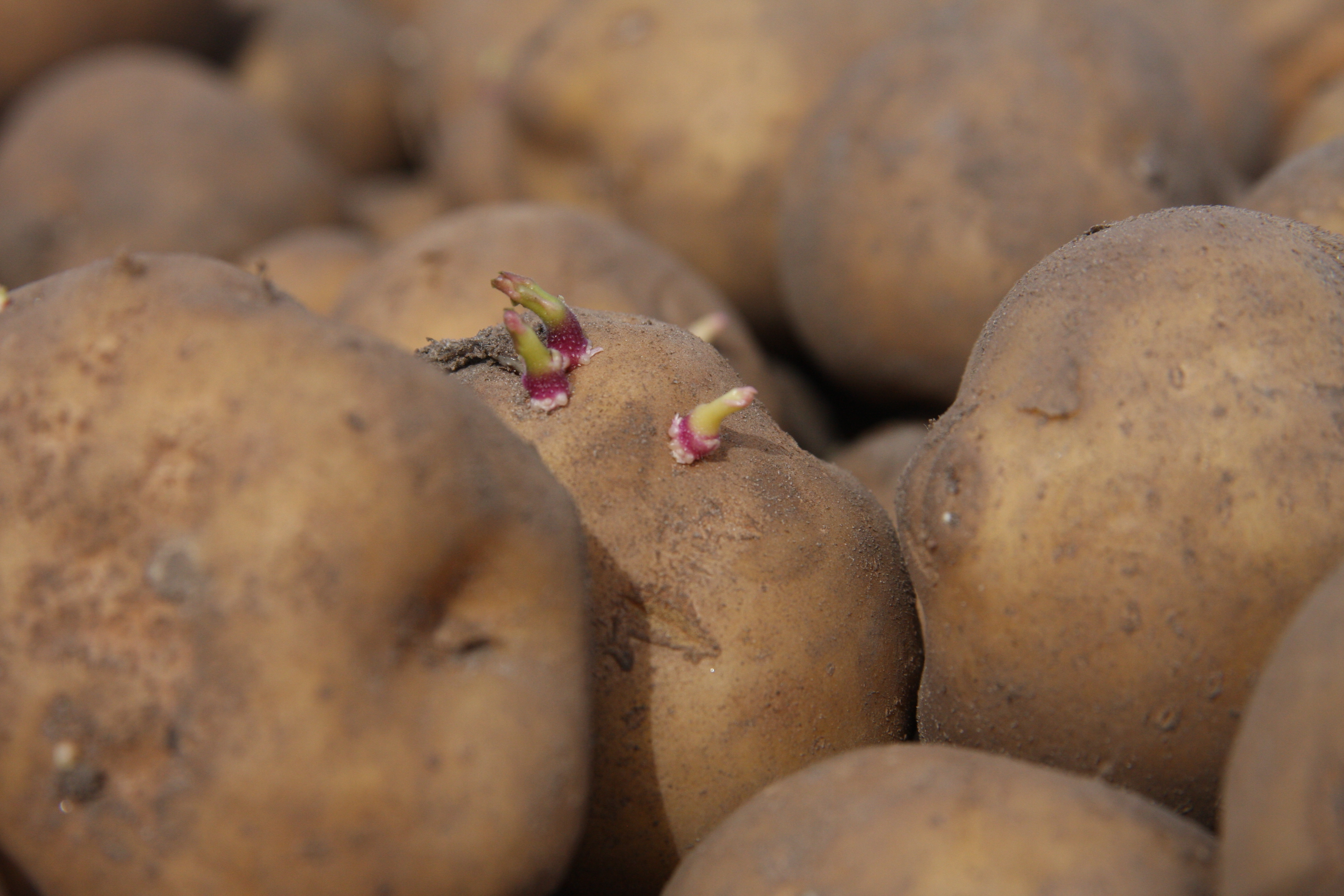
Brambory Amflora upravené, aby vytvářely čistý polysacharid amylopektin, který je součástí škrobu.

Geneticky modifikovaný brambor (GM brambor) je takový brambor, jehož genetický materiál, tedy DNA, byl cíleně změněn za použití   genetického inženýrství.
Cílem podobných úprav je například zvýšení odolnosti proti škůdcům a chorobám, úprava množství určitých chemických látek obsažených v bramborech a snaha zabránit černání a hnědnutí hlíz. Odrůdy, jež mají díky úpravě vytvářet velká množství škrobu, mohou být schváleny pouze pro průmyslové využití, nikoli jako potrava.

## Druhy, jež jsou v současné době na trhu

### Innate
Geneticky modifikovaná odrůda brambor Innane, byla schválena Americkým ministerstvem zemědělství v roce 2014 a Úřadem pro kontrolu potravin a léčiv v roce 2015. Tato odrůda byla vyšlechtěna firmou J. R. Simplot. Je vytvořena tak, aby byla odolnější proti černání a hnědnutí hlíz v důsledku mechanického poškození. Její další výhodou je, že obsahuje znatelně menší množství aminokyseliny asparaginu, která se v průběhu smažení metabolizuje na akrylamid. Akrylamid je zařazen do skupiny karcinogenů, proto je jeho redukované množství v pokrmech žádoucí. Jméno "Innate" nám říká, že tato odrůda neobsahuje geny z jiného rostlinného ani živočišného druhu. Tato brambora, ač je geneticky modifikována, obsahuje pouze geny pocházející z brambor.
Ve skutečnosti nejde o jedinou odrůdu, ale o označení skupiny modifikovaných brambor. Modifikace funguje na principu RNA interference, do genomu brambory tudíž nejsou vloženy nové geny, ale je regulována transkripce a vnitrobuněčná exprese genu.

## Dříve prodávané druhy

### NewLeaf
V roce 1995 představila společnost Monsanto svoji první geneticky upravenou plodinu, odrůdu brambor nazvanou NewLeaf. Její úprava byla zaměřena na zvýšení odolnosti vůči mandelince bramborové prostřednictvím Bt toxinu produkovanému bakterií Bacillus thuringiensis. Tyto hmyzu odolné  brambory se na trhu příliš neujaly, a proto je Monsanto přestala v roce 2001 nabízet.

### K průmyslovému zpracování

#### Amflora
Amflora, známá též jako EH92-527-1, byla odrůda vyvinutá společností BASF Plant Science pro vytváření čistého amylopektinového škrobu. Její průmyslové použití bylo povoleno Evropskou komisí a kultivar vstoupil na trh Evropské unie 2. března 2010. Ale již v lednu 2012 byla tato odrůda stažena z prodeje, neboť nebyla farmáři ani spotřebiteli příznivě přijata.

V roce 2014, publikoval tým britských vědců studii, kdy během tříletho polního pokusu studovali geneticky modifikovanou odrůdu Desirée. Tato odrůda vykazovala odolnost vůči plísni bramborové, což je v současné době nejzávažnější choroba brambor. Této rezistence bylo dosaženo vložením genu (Rpi-vnt1.1) do DNA odrůdy Désirée. Zmíněný gen, který byl dárcem rezistence proti plísni bramborové, byl izolován z divokého příbuzného brambor, Solanum venturii, což je rostlina původem z Jižní Ameriky.